# Группа полковника Горохова
Группа полковника Горохова (группа Горохова, Северная группа, гороховцы, егерская группа Горохова) — временное формирование (группа) соединений, частей и подразделений РККА на севере Сталинграда во время Сталинградской битвы.
Группа существовала с 28 августа 1942 по 6 января 1943 года. Её состав изменялся, но основой являлись две отдельные стрелковые бригады (осбр): 124-я и 149-я. Руководил группой командир 124-й отдельной стрелковой бригады полковник С. Ф. Горохов. Группа полковника Горохова в течение всего периода своего существования действовала на северной окраине Сталинграда в треугольнике северная часть Сталинградского тракторного завода — село (посёлок) Латошинка — посёлок Орловка. Её противниками в разное время были разные немецкие части, кроме 16-й танковой дивизии вермахта, которая действовала с севера со стороны Латошинки весь этот период. С группой полковника Горохова связан и первый крупный успех защитников Сталинграда с момента начала боёв вблизи города (с 23 августа 1942 года) и последняя попытка наступления немцев в его черте.

## Предпосылки создания группы Горохова
23 августа XIV танковый корпус вермахта, совершив бросок в 60 километров, вышел к Волге в районе село Акатовка — село Латошинка — посёлок Рыно́к, оказавшись в 2—3 километрах от Сталинградского тракторного завода. Создалась непосредственная угроза заводу. Для прикрытия завода были использованы отряды народного ополчения, истребительные батальоны, рабочие отряды, 99-я отдельная танковая бригада (командир майор П. С. Житнев), пушечный артиллерийский полк, батальон морской пехоты Волжской военной флотилии, 282-й полк 10-й стрелковой дивизии НКВД. Был создан северный участок обороны под руководством генерал-майора Н. В. Фекленко. В течение 5 суток группа Фекленко сдерживала противника на рубеже реки Сухая Мечётка.
К 29 августа вместо группы Фекленко была создана группа полковника Горохова с подчинением ему частей северного участка.

## Создание группы полковника Горохова
Примерно в полдень 28 августа 1942 года командиру 124-й осбр полковнику С. Ф. Горохову была поставлена задача: «Завтра, 29.08.42 года, с утра перейти в наступление от Тракторного завода на север вдоль Волги. На рубеже Ерзовка возможна встреча с наступающей 64-й сд из состава выдвигаемой от Камышина армии Р. Я. Малиновского». Приказ отдал лично командующий Юго-Восточным фронтом генерал-полковник А. И. Ерёменко в присутствии члена Военного совета фронта Н. С. Хрущёва, секретаря ЦК ВКП(б) Г. М. Маленкова, заместителя Председателя Совнаркома СССР В. А. Малышева, начальника Генерального штаба РККА А. М. Василевского, начальника Бронетанкового управления Наркомата обороны Я. Н. Федоренко, командира 10-й дивизии НКВД полковника А. А. Сараева.
Приказ предписывал С. Ф. Горохову сформировать группу в составе: 124-я отдельная стрелковая бригада, 282-й стрелковый полк внутренних войск НКВД 10-й дивизии НКВД, 99-я танковая бригада, 32-й батальон морской пехоты Волжской военной флотилии, отдельный стрелковый ремонтно-восстановительный батальон, истребительный батальон Тракторозаводского района Сталинграда; группе было придано около сорока неходовых танков отдельного танкового батальона Сталинградского танкового завода, врытых в землю вдоль правого берега реки Мокрая Мечётка. Наступление группы должны были поддержать огнём с Волги корабли Волжской военной флотилии.
Приказом командующего Юго-Восточным фронтом от 28 августа «Северная группа полковника Горохова» определялась как формирование фронтового подчинения. В состав 62-й армии группа была включена после развёртывания армии непосредственно в Сталинграде.
В 2:00 29 августа полковник С. Ф. Горохов доложил Военному совету фронта о готовности к наступлению: 124-я осбр передислоцировалась с юга Сталинграда (район станции Садовая) на северную окраину тракторного завода, приняты под командование части, оборонявшие завод, боевая задача разработана и доведена до сведения командиров частей и начальников служб .

## Бои 29—31 августа
Подготовка наступления проводилась в спешке. Часть сил 124-й осбр не успела завершить марш через Сталинград, а некоторые подразделения (служба тыла, авторота и артиллерия бригады) ещё не переправились через Волгу. Уже после войны С. Ф. Горохов так оценивал поставленную задачу: «явно невыполнима. Мы имели ничем не прикрытый берег. И если даже удастся очистить берег от противника, то удержать его будет невозможно … тем более, что было оговорено, что 282-й полк НКВД я могу использовать только до Латошинки».
На момент постановки приказа штаб фронта плохо представлял себе ситуацию севернее тракторного завода. В районе прорыва немецких частей к Волге не была организована разведка сил противника, и Горохову было рекомендовано подключить рабочих тракторного завода, хорошо знавших местность. Важную роль в знакомстве с обстановкой сыграл командир 99-й тбр подполковник П. С. Житнев, который вёл бои в этом районе с 23 августа.
Боевой приказ, отданный полковником Гороховым в 22:00 28 августа, нацеливал 124-ю осбр на атаку вдоль берега Волги в направлении Ерзовки, слева бригаду поддерживал 282-й стрелковый полк НКВД. Кроме этого, ставились задачи 99-й танковой бригаде и кораблям Волжской военной флотилии.
Бой 29 августа начался с ударов советской авиации по расположению частей генерал-лейтенанта Хубе. Затем последовала атака пехоты, которая закончилась захватом Рынка́. Генерал-лейтенант Я. Н. Федоренко, присутствовавший на командном пункте Горохова (Нижний посёлок СТЗ, дом 624), приказал удержать Рыно́к любой ценой. Около 17:00 мотоциклетный батальон 16-й танковой дивизии вермахта при поддержке 11 танков контратаковал советские части. Атака была безуспешной, и немцы, понеся значительные потери, отступили. Большую роль в отражении контратаки сыграли четыре бронекатера Волжской речной флотилии, которыми командовал капитан-лейтенант С. П. Лысенко, что было отмечено и противником. Потери по итогам боёв за Рыно́к составили убитыми — 112 человек, ранеными — 523 человека, пропавшими без вести — 3 человека.
В тот же день 282-й сп поднялся на высоту 135,4, но дальше, на северный склон, простреливаемый немецкой артиллерией, пробиться не смог. В целом, группа заняла линию Рыно́к — юго-восточные скаты высоты 101,3 в 4 километрах восточнее Орловки.
По итогам дня части 16-й танковой дивизии вермахта были выбиты из посёлков Спартановка, Рыно́к, Латошинка и отброшены на 8 километров от Мокрой Мечётки за птицеферму. Таким образом, был сформирован участок обороны, который удерживался группой полковника Горохова до 24 ноября 1942 года.
Для развития успеха 124-й отдельной стрелковой бригады 30 августа в бой вводились 149-я отдельная стрелковая бригада и 38-я отдельная мотострелковая бригада (омсбр). Пока новые части передислоцировались, 124-я осбр продолжала наступление. К исходу 30 августа была захвачена высота 101,3.
На 31 августа боевые задачи ставились уже от имени штаба «Северного боевого участка», хотя исходили из штаба 124-й осбр. К концу дня советские части должны были выйти «на фронт Виновка, МТФ, кусты севернее Орловки 3,5 км». В соответствии с этим наступательные задачи получили 124-я и 149-я осбр, 38-я омсбр.
В 11:00 часов 31 августа группа Горохова перешла в наступление. Однако взаимодействие между наступающими бригадами оказалось не на высоте, что привело, в частности, к напрасным потерям при смене 4-го отдельного стрелкового батальона подразделениями 149-й осбр. Главным успехом дня был захват батальонами 149-й осбр северных склонов высоты 135,4, которые удерживались до 18 сентября 1942 года.
По результатам наступательных боёв 29—31 августа был сформирован боевой участок севернее тракторного завода, который успешно оборонялся в течение 89 дней.
Ядром группы полковника Горохова была 124-я отдельная стрелковая бригада. Так, начальник артиллерии 124-й отдельной стрелковой бригады майор Аркадий Маркович Моцак стал начальником артиллерии группы полковника Горохова.
Снабжение материально-техническими и прочими видами довольствия 124-й осбр, как и группы полковника Горохова в целом, обеспечивалось через Волгу и частично по воздуху. При этом активно использовался сбор вооружения и боеприпасов, брошенных в зоне боёв. Например, старший оружейный мастер 2-го стрелкового батальона 124-й осбр старшина технической службы Алексей Иванович Попов после боя 29 августа в течение нескольких ночей под пулемётным огнём противника собирал своё и трофейное оружие и боеприпасы, отдаляясь от своих окопов до 1 километра.

## Боевые действия в сентябре
2 сентября из состава группы была выведена 38-я омсбр, а 3 сентября — 99-я тбр. 5 сентября группа полковника Горохова была официально переподчинена 62-й армии, которой в тот момент командовал генерал-майор А. И. Лопатин, а с 12 сентября генерал-лейтенант В. И. Чуйков. В приказе указаны 149-я осбр, канонерские лодки и бронекатера под командованием капитана 3-го ранга С. П. Лысенко, отряд морской пехоты и 99-я танковая бригада. В этот же день часть отрядов рабочего ополчения была выведена с фронта в тыл, а часть была введена в состав войсковых частей. Остатки истребительного батальона Тракторозаводского района вернулись на завод 9 сентября.
7 сентября 1-й батальон 124-й осбр под командованием капитана С. П. Цыбулина (примерно 800 человек) был передан для обороны высоты 112,6 (около 6 км от группы Горохова).
На 11 сентября 1942 года численность и вооружение частей, входивших в группу полковника Горохова, были следующие:
|            | Личный состав | Лошади | Винтовки | ППШ     | Ручные пулемёты | Станковые пулемёты | Миномёты | Орудия | ПТР    |
| ---------- | ------------- | ------ | -------- | ------- | --------------- | ------------------ | -------- | ------ | ------ |
| 115-я осбр | 4868 чел.     | 308    | 2625 шт. | 113 шт. | 100 шт.         | 40 шт.             | 93 шт.   | 30 шт. | 69 шт. |
| 124-я осбр | 3607 чел.     | 620    | 2438 шт. | 341 шт. | 84 шт.          | 22 шт.             | 56 шт.   | 25 шт. | 68 шт. |
| 149-я осбр | 4125 чел.     | 630    | 3472 шт. | 590 шт. | 115 шт.         | 29 шт.             | 51 шт.   | 23 шт. | 78 шт. |

Были в группе Горохова и танки. Например, на 14 сентября в 149-й осбр числилось 5 танков Т-70.
Численный состав частей группы полковника Горохова во время Сталинградской битвы:
|               | 11 сентября | 25 сентября | 1 октября | 5 октября | 19 октября | 20 ноября |
| ------------- | ----------- | ----------- | --------- | --------- | ---------- | --------- |
| 115-я осбр    | 4868 чел.   | 4023 чел.   | 3464 чел. | 1135 чел. |            |           |
| 124-я осбр    | 3607 чел.   | 4218 чел.   | 4154 чел. | 3520 чел. | 2640 чел.  | 2898 чел. |
| 149-я осбр    | 4125 чел.   | 3119 чел.   | 3138 чел. | 2556 чел. | 0 чел.     | 0 чел.    |
| 282-й сп НКВД | 1237 чел.   |             | 1088 чел. | 0 чел.    | 0 чел.     | 0 чел.    |

14 сентября по приказу штаба 62-й армии из частей второго эшелона был сформирован сводный батальон, брошенный на рубеж южнее высоты 102,0 (Мамаев курган) по линии оврага Банный, в распоряжение генерал-майора Н. М. Пожарского. Батальон состоял из стрелковой роты с пулемётным взводом и взводом ПТР 124-й осбр и одной стрелковой роты с пулемётным взводом и взводом ПТР 149-й осбр. В результате откомандирования сводного батальона группа осталась практически без резерва. Сводный батальон вернулся в расположение группы Горохова только 24 сентября в составе всего 60 человек.
С 5 сентября 1942 года 66-я армия вела наступательные действия против северного крыла 16-й танковой дивизии вермахта с целью прорваться с севера к Сталинграду и соединиться с 62-й армией. 17 сентября группе полковника Горохова поставили задачу сформировать ударный отряд и провести наступление навстречу 99-й дивизии 66-й армии. Ударную группу составили 3-й осб 124-й осбр, подразделения 149-й осбр, 32-й отдельный батальон отряда морской пехоты Волжской военной флотилии и 282-й стрелковый полк НКВД.
18 сентября подразделения 3-го и 4-го осб 124-й осбр, продвинувшись на 700—800 метров, достигли северо-восточных скатов высоты 101,3. Подразделения 149-й осбр не смогли организовать взаимодействие и не продвинулись. 282-й сп НКВД, продвинувшись на 400—500 метров, смог достичь северо-западных скатов высоты 135,4 и курганов у её вершины.
19 сентября было менее успешным. Мотострелки 16-й танковой дивизии провели контратаки с участием 15 танков. Несмотря на это, 3-й осб 124-й осбр смог пройти 50—100 метров на высоте 101,3. 2-й осб той же бригады продвинулся от Рынка́ на северо-запад на 350—400 метров. 2-й осб 149-й осбр смог пройти на 100—300 метров. 282-й сп НКВД закрепился в районе двух курганов на высоте 135,4, но дальше не прошел. В течение дня был подбит 1 танк противника и 1 подожжён.
Впоследствии генерал-лейтенант С. Ф. Горохов довольно низко оценил наступательные планы командования 62-й армии: «Считали немцев глупее нас, но, как показала жизнь, все это была напрасная трата сил и средств. Пустая затея, без серьезной подготовки с севера». Начальник штаба 62-й армии Н. С. Крылов после войны отмечал: «Предположения, что действия советских войск севернее города вынудят противника оттянуть какие-то силы из-под Сталинграда, в тот раз, к сожалению, не оправдались…»
В период с 29 августа по 20 сентября потери личного состава в 124-й осбр составили 1667 человек: убитых — 360, раненых — 975, пропавших без вести — 332. За этот же период прибыло 1040 человек пополнения.
27 сентября из района Горного посёлка был выведен батальон народного ополчения, сменённый гороховцами.

### Кризис системы управления группой полковника Горохова
13 сентября Военный совет 62-й армии проанализировал оборону Сталинграда. Постановлением Военного совета город был разделен на сектора, ответственность за оборону которых возлагалась на соответствующих командиров. Ответственность за северный сектор обороны возлагалась на полковника С. Ф. Горохова. В боевых приказах, например, на 17 и 18 сентября, отдаются распоряжения «группе тов. Горохова». В приказе командарма В. И. Чуйкова № 70 от 28 сентября (известен как «Армия дерётся на последнем рубеже») задачи частям группы Горохова ставятся раздельно, однако формального распоряжения об упразднении группы Горохова отдано не было. Уже в политдонесении 62-й армии от 18 октября «О действиях частей 62-й армии и о партийно-политической работе за 17—18 октября 1942 года» снова упоминается «группа полковника Горохова в составе 124-й, 149-й, 115-й стрелковых бригад, 2-й мсбр и 112-й сд».
В послевоенной переписке В. А. Грекова и С. Ф. Горохова обсуждались причины расчленения северного участка в один из критических периодов обороны Сталинграда. Греков предположил, что к этому решению причастны представители штаба и политуправления 62-й армии, длительное время находившиеся в расположении 149-й осбр. На прямой вопрос Горохов ответил: «У меня споров с Болвиновым и с другими его преемниками не было. Я бы не позволил спорить. Но, как видно, жалобы „пришельцам“ из 62-й армии были. А на что? Что получали — делили поровну, да и славу „гороховцев“ делили поровну, никого не обижали. Но всегда есть и будут завистники, в особенности у тех, кто ни черта не делает, а всем завидует».
По мнению В. А. Грекова, В. И. Чуйков слишком ревностно воспринимал ситуацию, в которой крупная группировка войск, формально подчинённая ему, напрямую связывалась с командованием фронта для решения задач. В течение всего периода командования 62-й армией ни командарм, ни начштаба армии ни разу не посетили расположение группы полковника Горохова. При этом фронт «изо всех сил укреплял, поддерживал устойчивость своего фланга и заодно фланга входившей в него 62-й армии кораблями, артиллерией, авиацией».

## Бои в октябре
Сталинград — это ад на земле. Меня ничто не миновало. Всё это тяжёлое время я снова на севере: Городище, Баррикады, Спартановка. Мы атакуем ежедневно. Если нам удастся утром занять 20 метров, вечером нас русские отбрасывают обратно.— из неотправленного письма Вальтера Оппермана, сражавшегося против гороховцев
Октябрь оказался самым сложным месяцем для защитников Сталинграда. Для группы полковника Горохова октябрь в первую очередь был связан с боями за Сталинградский тракторный завод и посёлки вокруг него. Немецкое наступление в октябре началось с ликвидации Орловского выступа, который прикрывал группу Горохова с запада .

### Ликвидация Орловского выступа
С 20 часов 28 сентября до 6 часов 29 сентября противник вел бомбардировку войск, оборонявших Орловку. Советские части донесли, что на позиции было сброшено около 1700 бомб. В 8 утра 29 сентября противник нанёс удар по позициям 115-й стрелковой бригады. В наступлении участвовали 51-й армейский корпус (с юго-запада) и 16-я танковая дивизия вермахта из XIV танкового корпуса (с северо-востока). В официальной истории 16-й танковой дивизии позиции, обороняемые советскими частями, названы крепостью. На этом участке все атаки противника оказались безуспешными.
В полосе наступления LI армейского корпуса немецкие части смогли нанести серьёзный удар по 1-му батальону 115-й стрелковой бригады и 2-й мотострелковой бригаде. 30 сентября были окружены 3-й батальон 115-й сбр и сводный батальон 2-й мсбр. Однако, несмотря на все усилия противника, его ударные группировки не смогли соединиться, и между ними осталось примерно 1600 метров.
30 сентября штаб группы Горохова не смог связаться со штабом и подразделениями 115-й осбр. После проведения разведки выяснилось, что в районе села Орловка и высоты 97,7 на позиции 115-й осбр, 2-й мсбр, 282-го сп и 1-го батальона 124-й осбр ведут наступление части 16-й танковой дивизии, 60-й механизированной дивизии, 389-й и 100-й пехотных дивизий вермахта.
В 11 часов 1 октября противник атаковал Орловку в северном и юго-восточном направлении. Части группы Горохова, занимавшие оборону на участке Рынок—Орловка, отбили атаки противника. Однако 4 октября противнику удалось прорваться на участке обороны 282-го сп и замкнуть кольцо окружения вокруг 115-й стрелковой бригады и остатков 2-й мотострелковой бригады, которые сражались северо-западнее и юго-восточнее Орловки. Остатки 282-го сп, который удерживал высоту 135,4, оказались в окружении. В своих воспоминаниях С. Ф. Горохов написал: «115-я бригада занимала Орловку до октябрьских дней, прикрывая наш левый фланг (282-й сп). Дрались до этого хорошо. Но отступила в панике, хотя имела возможность отойти в порядке на боевые позиции 282-го сп».
2 октября в Информационной сводке Главного командования (немецкий аналог советских сводок Совинформбюро) было объявлено о взятии «мощного опорного пункта Орловка».
7 октября, израсходовав боеприпасы, чекисты смогли прорваться в расположение группы Горохова. Все, кто остался от 282-го сп, были объединены в сводный батальон и сводную роту под командованием капитана Ф. К. Рябчевского и П. С. Олейника соответственно. К 8.00 8 октября из окружения вышли всего 220 человек из 115-й сбр и 2-й мсбр. Остатки 115-й сбр и 2-й мсбр были переведены в сектор обороны СТЗ.
В результате разгрома Орловского выступа изменилась конфигурация участка, на котором оборонялась группа полковника Горохова. 4 октября 149-я осбр и 282-й сп под давлением противника отошли от совхоза «Тракторный» на юго-западную окраину Спартановки, прикрыв фланг 124-й осбр в районе плантаций ОРСа Тракторного завода. Остатки батальона морской пехоты Горшкова и 282-го стрелкового полка НКВД были выведены из группы Горохова на левый берег Волги.
7 октября противник предпринял последнее наступление с юга на рабочий посёлок СТЗ, а с 8 до 14 октября проводил перегруппировку сил для нового штурма города.
На 9 октября группа Горохова занимала Рыно́к, посёлок Спартановка, рощу к западу от нeгo и посёлок Tpaктopнoro завода.

### Штурм 14 октября
Ни один самый брехливый фриц не посмеет утверждать, что он видел, как отступают гороховцы.— из газеты 62-й армии «На страже Родины», 6 ноября 1942 года
Затишье в промежутке между 8 и 14 октября было использовано командованием 62-й армии для планирования наступательных операций. В приказе, отданном в 1:20 14 октября, ставятся задачи до 20 октября: «прочно удерживать занимаемые рубежи, не допустить противника к Волге и частными операциями к 20.10 очистить заводские посёлки от противника и захватить Мамаев курган, создать прочную и глубокую оборону». К 12 часам командиры частей должны были представить планы наступательных действий.
Однако противник готовил собственное наступление и 13 октября начал интенсивную бомбардировку: за день было зарегистрировано 600—700 вылетов на позиции гороховцев. В этот день был разрушен штурмовой мостик, и восстановить его не удалось, что сильно усложнило связь группы с «большой землёй». Интенсивные бомбардировки заставили переместить штаб полковника Горохова. Немцы перешли в наступление, нацелившись на тракторный завод и посёлки вокруг него.
Одним из элементов обороны группы Горохова был Отдельный танковый батальон Сталинградского танкового завода в составе трёх рот. Материальная часть батальона представляла из себя корпуса неходовых танков, превращённые в долговременные огневые точки.
| Типы боевых машин | КВ | Т-34 | Т-70 | Т-60 |
| ----------------- | -- | ---- | ---- | ---- |
| Количество        | 6  | 8    | 3    | 6    |

14 октября были потеряны все машины из роты Т-60. По итогам боёв 15 октября в строю остались 2 КВ. К концу 16 октября оба КВ были окружены противником (пехота из группы Горохова отошла от машин) и после того, как закончились боеприпасы, танкисты взорвали машины и вышли в расположение группы Горохова.
По приказу командарма-62 1-й отдельный батальон 124-й осбр, усиленный ротой автоматчиков, был брошен на защиту СТЗ с приказом подчинить себе все встреченные части и организовать оборону. 16 октября в расположение группы вернулось 12 человек, которые были влиты в 4-й батальон бригады. Среди выживших оказался Д. Ф. Старощук — будущий начальник штаба бригады. Среди погибших — помощник по комсомолу начальника политотдела 124-й бригады Сытов: он попал в плен и был повешен в одном из цехов СТЗ.
К 15 октября обстановка вокруг группы Горохова резко ухудшилась: противник занял завод, Нижний Посёлок и южный берег Мокрой Мечётки, за исключением её устья при впадении в Волгу. Новый командир 16-й танковой дивизии генерал-майор Гюнтер Ангерн приказал взять Спартаковку и Рыно́к. Полковник Крумпен, имевший большой опыт боёв против гороховцев, отговаривал от атаки днём.
15 октября в 4 часа утра части 16-й танковой дивизии, ударом от села Латошинка на Рыно́к, попытались прорваться к устью Мокрой Мечётки и отрезать 124-ю осбр и всю группу Горохова от переправ. Отдельные группы противника достигли устья реки и группа полковника Горохова на некоторое время оказалась в полном окружении. Одновременно 389-я пехотная дивизия атаковала с запада вдоль Мокрой Мечётки, а 94-я пехотная дивизия ударила с юга от тракторного завода. По результатам дня ситуация выглядела очень тревожно: 124-я осбр отразила несколько атак, подбив более 30 танков, но при этом 94-й дивизии удалось отрезать 149-ю осбр от бригады Горохова и, овладев пристанью, выйти в тыл 124-й осбр.
Кроме прямых действий противника, положение осложнялось большим количеством отступающих в беспорядке с территории СТЗ и прилегающих посёлков советских солдат и офицеров. Полковник С. Ф. Горохов и офицеры штаба группы пытались задержать поток отступающих. Была создана «тройка» в составе комиссара штаба Дрымченко и представителей особого отдела и прокуратуры. К «тройке» были подключены медики для выявления раненых. Военных специалистов (танкистов, артиллеристов и других) переправляли на левый берег, пехотинцев оставляли в распоряжении полковника Горохова. Пропуска на левый берег подписывал командир группы лично.
Для поддержки группы Горохова особый отдел 62-й армии создал оперативную группу, объединившую остатки взводов особых отделов и личный состав 3-го армейского заградотряда. Группу возглавил старший оперуполномоченный лейтенант госбезопасности Игнатенко. Оперативная группа задерживала дезертиров, трусов и паникёров, пытавшихся переправиться на восточный берег Волги без уважительной причины. За 15 дней было задержано до 800 человек командного и рядового состава. Основная масса была возвращена в свои части, но 15 человек были расстреляны перед строем. Среди дрогнувших был командир взвода ПТР 149-й осбр младший политрук Шилкин, который дал такие показания: «Я признаюсь в том, что дезертировал с поля боя, оставив бойцов на линии обороны. Дезертировал потому, что не был уверен в силе сопротивления бойцов своего взвода. Мне казалось, что красноармейцы не выдержат напора немцев и побегут, но оказалось по-иному — красноармейцы защищались, а я струсил и сбежал с поля боя».
В журнале боевых действий 124-й осбр 16 октября появилась запись: «…Из остатков живой силы 115-й осбр сформирован первый батальон 124-й осбр, из 2-й омсбр сформирован пятый батальон 124-й осбр. Остатки 112-й сд влиты в состав 149-й осбр». К концу дня гороховцы продолжали сражаться в окружении, будучи отрезанными от Волги. В информационных сводках Главного командования вермахта заявлялось: «В результате удара в северном направлении войска противника отрезаны от своих коммуникаций северо-западнее Сталинграда и вскоре будут уничтожены». Но гороховцы не дрогнули и продолжали сражаться.
17 октября противник провёл пять атак, смог занять часть посёлка Рыно́к, но к вечеру советские войска выбили немцев на исходные позиции. В этот день информационные сводки Главного командования вермахта объявили: «Окружённые северо-западнее городского района Спартаковка войска большевиков были уничтожены».
18 октября противник прорвался к штабу группы Горохова; в отражении атаки приняли участие все штабные работники. К вечеру противник был отброшен. За два дня боёв гороховцы уничтожили более двух тысяч немецких солдат и офицеров, подбили и сожгли 58 танков. В этот день части группы получили долгожданные боеприпасы и продовольствие.
19 октября положение стабилизировалось, и окружения удалось избежать. На этот день в подчинении полковника С. Ф. Горохова было 3953 человека, 15 станковых пулемётов, 95 ручных пулемётов, 57 противотанковых ружей, 22 45-мм пушки, 20 76-мм пушек, 21 120-мм миномёт, 48 82-мм миномётов, 23 50-мм миномёта. При этом 2640 человек были из числа 124-й осбр. Остро не хватало 120-мм мин, 76-мм снарядов и снайперских винтовок.
19 октября в служебном дневнике генерал-полковника авиации Рихтгофена появилась запись: «Наши самолёты уже бомбят на расстоянии броска гранаты перед своей пехотой, но авиация ничего не может поделать с русскими, засевшими в Спартаковке…»

### 22—28 октября
22 октября 149-й осбр была поставлена задача «захватить потерянную юго-западную окраину Спартаковки до огородов». Для выполнения задачи бригаде был придан 1-й батальон 124-й осбр. Артподготовка началась в 23:00. В 24:00 должно было начаться наступление, но из-за плохой организации оно началось только в 2:00, и к 8:00 поставленная задача была выполнена. Однако подполковник Болвинов не организовал закрепление занятой территории: личный состав не окопался, огневые средства выдвинуты не были. В 10:00 противник при поддержке танков контратаковал и к 20:00 не только занял потерянные позиции, но и продвинулся значительно восточнее.
24 октября в 18:15 С. Ф. Горохов запросил помощь, адресуясь к Чуйкову, Гурову, Ерёменко. 25 октября в 10:15 был получен ответ за подписью Чуйкова и Гурова: «На пополнение в ближайшее время не рассчитывайте». По итогам дня в Информационных сводках Главного командования вермахта было заявлено о захвате Спартаковки. В Дневнике боевых действий Генерального штаба Сухопутных войск было указано более правдиво: «К северу от Сталинграда 94-я дивизия овладела группой зданий в районе восточной окраины Спартаковки».
С 25 октября огневую поддержку группе Горохова стала оказывать артиллерия, размещённая на острове Спорный.
26 октября в 10:20 противник перешёл в наступление в северо-западной части Спартаковки. Бой длился 7 часов, и немцы отступили. Однако полковник Горохов принял решение оставить позиции для выравнивания и уплотнения линии обороны. В этот день начальник штаба 62-й армии Крылов в радиограмме пообещал 200 человек пополнения. 27 октября Горохов радировал, что прибыло 89 человек, направлены на усиление 149-й осбр. В этот день противник начал наступление в 10:50, в 16:00 он смог ворваться в траншеи. Бой в траншеях продолжался до 22 часов — атака была отбита. Несмотря на постоянное давление противника, гороховцы не только оборонялись, но и контратаковали. К 28 октября им удалось вернуть ранее потерянный наблюдательный пункт на здании тюрьмы. 28 октября в 6:00 немцы снова перешли в наступление, но по итогам дня успеха не имели. До 2 ноября установилось затишье.
30 октября гороховцы смогли пробиться к рабочему отряду тракторного завода, который под командованием старшего лейтенанта Селезнёва почти три недели сражался в окружении.

## Бои в ноябре
Об отпуске пока думать нечего. В северной части Сталинграда осталась ещё полоса шириной в один километр и длиной в три километра. Эти собаки засели в ней, и не выкуришь их. Они превратили эту местность в линию Мажино.— из письма старшего ефрейтора Ганса Бенделя, 16 ноября 1942
2 ноября в 7 часов утра, после артобстрела, началась немецкая бомбардировка, которая длилась 10 часов. Общие потери были небольшие, но в 149-й отдельной стрелковой бригаде прямым попаданием бомбы в блиндаж был уничтожен почти весь штаб и убит командир бригады подполковник В. А. Болвинов. Во избежание потери управления в бою полковник С. Ф. Горохов назначил временным командиром 149-й осбр своего заместителя майора К. Ф. Зеленина. В 17:00 немцы перешли в наступление. Несмотря на прорыв первой советской траншеи, противник закрепиться не смог, и атака была отбита.
6 ноября в газете «На страже Родины» (орган политуправления 62-й армии) появилась статья «Гороховцы», посвящённая событиям первых чисел ноября. Уникальность этой статьи заключалась в том, что военная цензура по соображениям секретности не пропускала номера воинских частей и фамилии их командиров. Во время Сталинградской битвы чести быть названными удостоились только бойцы группы полковника Горохова и 13-й гвардейской стрелковой дивизии Родимцева, которая билась в аналогичных условиях несколько южнее.
В конце октября и начале ноября советская разведка перестала получать данные о присутствии 16-й танковой дивизии вермахта на фронте группы. Штаб 62-й армии ошибочно принял это за ослабление сил противника на северном участке обороны. Части 16-й танковой дивизии в это время проходили переформировку и получали зимнее обмундирование в верховьях Сухой Мечётки. Не зная этого, командование фронтом 10 ноября поставило группе Горохова наступательную задачу: 11 ноября наступать из Спартаковки через Мокрую Мечётку в район кирпичного завода. Для выполнения данной задачи гороховцы были усилены стрелковой ротой (200 человек) 1051-го стрелкового полка 300-й стрелковой дивизии. Горохов предложил выполнить поставленную задачу в два этапа, но Чуйков в категорической форме не согласился и потребовал выполнять приказ фронта. Вот как оценил эту попытку наступать В. А. Греков: «Как и следовало ожидать … операция проведена плохо, с большими для нас потерями. Задача не была выполнена…»

### 17 ноября: Последнее немецкое наступление в Сталинграде
17 ноября 1942 года противник предпринял последнюю попытку опрокинуть гороховцев. В ночь с 16 на 17 ноября на сторону противника перебежало отделение (5—7 бойцов) из роты лейтенанта П. Т. Кашкина (2-й отдельный стрелковый батальон 124-й осбр) из накануне прибывшего пополнения. Наступление началось примерно в 5 утра. Около роты немцев просочилось за вторую траншею в расположение командных пунктов 2-го осб и 3-й роты. В отражении внезапной атаки приняли участие бойцы и командиры штаба и тыла батальона: связисты, повара, оружейные мастера, связные и т. д. В 6 часов начался артналёт на передовые позиции бригады, а в 6:30 началось наступление на северо-западную окраину Рынка́ и северную окраину Спартаковки. Примерно в 7 часов противник начал проникать в Рыно́к. Положение ухудшилось из-за сильного тумана. К 8 утра противник (до роты) продвигался прямо на командный пункт бригады. С. Ф. Горохов ввёл в бой последний резерв: сапёрный батальон бригады, разведроту и взвод противотанковых ружей — всего около 300 человек. К 14 часам противник был выбит из посёлка Рыно́к. В 15:30 и в 18:00 немцы безуспешно пробовали атаковать. Бой завершился к 23 часам. Основной удар противника пришёлся на 2-й осбр. С немецкой стороны в этом бою участвовали 64-й и 79-й мотополк, 16-й мотобатальон, 2-й танковый полк, 16-й артполк и сапёрное усиление. Общие потери противника составили 650 человек убитыми и 17 танков, из которых девять были сожжены. Потери 2-го осб составили до двухсот человек. В разведывательной сводке Генштаба сухопутных войск были подведены итоги дня: «Севернее города, в районе Рынок, противник был вынужден в результате атаки наших частей оставить местность».
22 и 23 ноября бригада вела успешные наступательные бои с целью освободить Спартаковку. Однако из-за малочисленности ударных групп к концу дня удалось освободить лишь часть посёлка. В 13 часов 24 ноября ударом в направлении Латошинки 124-я отдельная стрелковая бригада соединилась с наступающим с севера 197-м стрелковым полком 99-й стрелковой дивизии 66-й армии. Изоляция группы полковника Горохова закончилась.
28 ноября начальник Генерального штаба А. М. Василевский поставил перед Сталинградским фронтом вопрос о переподчинении группы Горохова Донскому фронту. Начальник штаба Сталинградского фронта генерал-майор И. С. Варенников дал такой ответ: «Командующий фронтом не склонен передавать Горохова, так как не хочет передать его хорошую историю, связанную с обороной Сталинграда. Он просит оставить Горохова у нас, но поручить Донскому фронту материально обеспечивать Горохова». Формально группа Горохова оставалась в составе Сталинградского фронта до 10 января 1943 года, при этом с 30 ноября всё материально-техническое обеспечение по приказу Василевского производил Донской фронт.
После соединения с частями 66-й армии гороховцы перешли в наступление. В 6:00 25 ноября начался артобстрел противника, занимавшего Спартаковку, в 8:00 в бой пошла пехота. Бой продолжался до 4:00 утра следующего дня и в 9:00 разгорелся снова. В 14:00 26 ноября Спартаковка была освобождена силами группы Горохова. К концу дня фронт группы проходил по левому берегу Мокрой Мечётки. 27 ноября немцы при поддержке танков попытались вернуть утраченные позиции, но к середине дня откатились с большими потерями. До начала декабря наступило затишье.

## Бои в декабре
В начале декабря начались тяжёлые бои за высоту 64,7, которая являлась ключевым элементом немецкой обороны в районе тракторного завода. Многоярусная система оборонительных сооружений защищала господствующую высоту, которую часто называли «высотой с паровозом». Тогдашний начальник штаба 3-го батальона И. Н. Чернов так описал ситуацию в своих мемуарах: «Это была кульминация. Немец держался за неё насмерть, нам она нужна была до зарезу. Вот и бились».
Жестокие бои за высоту 64,7 продолжались до 11 декабря. Неоднократно гороховцы занимали гребень высоты, но противник неизменно сбивал их с занятых позиций. При этом тяжёлые потери были с обеих сторон. 8 декабря поступило два приказа: о присвоении полковнику С. Ф. Горохову звания генерал-майор и о назначении Горохова заместителем командующего войсками 51-й армии. 9 декабря С. Ф. Горохов покинул расположение группы и убыл к новому месту службы. Несмотря на отсутствие С. Ф. Горохова, группа сохраняла своё название до прекращения деятельности 6 января 1943 года. Во второй половине декабря атаки на высоту возобновились, но успеха не имели. Уже после войны генерал-полковник Греков изучал аэрофотоснимки авиаразведки Донского фронта и пришёл к выводу, что оборону высоты 64,7 поддерживала сильная подвижная танковая группа моторизированной дивизии и группа артбатарей, которым противостояли крайне ослабленные 124-я и 149-я осбр. Неуспех группы Горохова в наступлении на «высоту с паровозом», по мнению И. Н. Чернова, стал причиной, по которой 124-я осбр не стала гвардейской.

## Январь 1943 года
2 января 1943 года в журнале боевых действий 62-й армии сделана последняя запись о группе Горохова. 3 января в журнале боевых действий 66-й армии записано: «…в 13.15 по приказанию командующего Донским фронтом группа Горохова в составе 124-й и 149-й отдельных стрелковых бригад с 18.00 3.01.43 г. передана в состав 66-й армии».
6 января группа по факту прекратила существование, так как в 18:00 6 января 124-я отдельная стрелковая бригада была выведена с участка обороны, а её место занял 311-й батальон 159-го укрепрайона. В дальнейшем бригада участвовала в уничтожении окружённой 6-й армии противника на другом участке фронта. 149-я отдельная стрелковая бригада оставалась на рубеже Мокрой Мечётки до конца Сталинградской битвы.

## Система обороны группы полковника Горохова
Оборона группы Горохова опиралась на развитую систему оборонительных сооружений. Главной отличительной чертой обороняемой территории было практически полное отсутствие капитальных построек, которые служили основой обороны 62-й армии в городе. Почти весь периметр группы Горохова был связан сплошной траншеей полного профиля. На отдельных участках было сооружено две, а в районе Рынка́ — три траншеи полного профиля. Всего было отрыто около 20 километров траншей и ходов сообщения. Это позволяло незаметно для немцев перемещать резервную роту автоматчиков на любой участок максимум за час десять минут. Кроме этого, были созданы ротные опорные пункты и противотанковые районы, в которых размещались 10—12 45-мм противотанковых пушек и противотанковых ружей. Подготовлены десятки запасных позиций, более сотни укрытий для личного состава и более двадцати наблюдательных пунктов. Командный пункт полковника С. Ф. Горохова с августа находился в Нижнем посёлке тракторного завода, а в начале октября был перенесён в посёлок Спартаковка.
Важную роль играла относительно высокая насыщенность обороны автоматическим оружием и ПТР. Часть вооружения была получена от сталинградских заводов, например, танковые пулемёты ДТ. Значительный урон противнику нанесли снайперы группы Горохова, уничтожившие 2740 немецких солдат и офицеров.
В начале октября с разрешения командующего 62-й армией основная часть артиллерии и миномётов в течение трёх ночей была переправлена на остров Зайцевский. На правом берегу остались только противотанковые орудия. Вся территория перед линией обороны группы была разбита на сектора, и огонь вёлся с острова по этим секторам. Это решение позволило сохранить артиллерию. До 3 октября на территории Верхнего посёлка СТЗ находились наблюдательные пункты частей приданной артиллерии.
Огневую поддержку бригады обеспечивали в том числе и корабли Волжской военной флотилии: канонерские лодки «Усыскин» и «Чапаев», 4 бронекатера и 2 плавучие батареи. Гороховцы высоко ценили эту помощь. Например, 26 октября полковник С. Ф. Горохов благодарил моряков Волжской военной флотилии: «Огнём вашей артиллерии отбита контратака противника на занятой высоте, уничтожены три огневые точки противника. Очень благодарю за поддержку». Канонерская лодка «Усыскин» 68 дней поддерживала гороховцев огнём .
Управление группой Горохова производилось из нескольких командных пунктов, которые последовательно создавались в соответствии с требованиями обстановки. Первый командный пункт находился в Нижнем посёлке СТЗ, дом 624. Этот командный пункт действовал во время наступательных боёв 29—31 августа. Второй командный пункт находился в недостроенном здании (впоследствии Дворец культуры Тракторного завода) и действовал до 5 октября. Следующий командный пункт был создан на территории посёлка Спартаковка — после войны на этом месте был построен кинотеатр «Комсомолец». В середине октября С. Ф. Горохов и К. М. Андрюсенко предложили штабу 62-й армии перенести командный пункт группы на остров Спорный, но Чуйков ответил: «Уход с правого берега равносилен бегству с поля боя».

## Система обеспечения группы полковника Горохова
Важную роль в материальном обеспечении группы Горохова играла тесная связь с руководством тракторного завода и Тракторозаводского района Сталинграда. Директор СТЗ выделил 4 трактора СТЗ-НАТИ в распоряжение начальника артиллерии группы Горохова, а администрация Тракторозаводского района организовала пошив нательного белья и тёплой одежды для личного состава группы.
Связь с левым берегом Волги осуществлялась в два приёма: лодками с берега на острова Зайцевский и Спорный, а дальше через Денежную Воложку по трём канатно-паромным переправам и с помощью наплавного моста (конструкция начальника инженерной службы 124-й осбр капитана А. Г. Пичугина) на правый берег. Наплавной мост имел ширину один метр и поддерживал плавучесть за счёт пустых бочек и топливных баков от танков и тракторов. Мост строили 5 дней, и 9 октября он был готов. Ширина Денежной Воложки в месте строительства моста составляла 150 метров. Мост оказался удачным в смысле живучести, сапёры быстро восстанавливали его при попадании бомб или снарядов. Движение по мосту осуществлялось по ночам. 18 октября в газете «Красная звезда» о нём была напечатана заметка «Штурмовой мостик на Волге».
Важную роль в обеспечении группы Горохова сыграл водный транспорт. Основным пунктом снабжения на левом берегу был посёлок Приверх. На правом берегу до 15 октября грузы принимались на пристани Тракторного завода в устье Мокрой Мечётки. Противник пытался разорвать эту линию снабжения, и доставлять грузы было сложно и опасно. 5 октября А. С. Чуянов записал в своём дневнике: «Поздно ночью стало известно, что туда удалось прорваться кораблям капитана 3-го ранга С. П. Лысенко». После захвата немцами Нижнего тракторозаводского посёлка суда стали разгружать на необорудованном берегу в районе Спартаковки. В ночь на 29 октября бронекатерами № 53 и № 62 были доставлены 476 человек, 5 миномётов и 24 тонны боеприпасов и других грузов. Пока шла разгрузка, немцы обстреливали катера, и один из снарядов разорвался на палубе бронекатера № 62. При взрыве было ранено и погибло 9 моряков, загорелись находившиеся на палубе ящики с минами. Благодаря решительным действиям старшины 2-й статьи В. И. Цуркана, сбросившего ящики за борт, пожар был потушен. Обратным рейсом бронекатера вывезли 745 раненых. С наступлением холодов (например, 11 ноября дневная температура —10°С, ночная до —15°С) снабжение по воде почти прервалось — на Волге начался сплошной ледоход. Одновременно противник с правого берега простреливал Волгу. Ситуация осложнилась настолько, что южный сосед Горохова И. И. Людников установил систему поощрения: тот, кто смог совершить два успешных рейса через Волгу на лодке, награждается медалью «За отвагу», а за четыре рейса подряд орден Красной Звезды. Северная группа кораблей под командованием капитана 3-го ранга С. П. Лысенко, кроме поддержки огнём, обеспечивала транспортировку грузов и личного состава. Прямая переправа действовала от Скудри, а транзитная через остров Зайцевский.
Кроме водного транспорта, для доставки грузов использовали авиацию. Рядом с вышеприведённой записью А. С. Чуянов записал: «Лётчик гвардии лейтенант Д. А. Бушуев ночью совершил пять рейсов, сбросив груз в точно назначенное место с высоты 20—25 метров».

## Состав группы полковника Горохова
- 124-я отдельная стрелковая бригада — с 29 августа 1942 по 6 января 1943 года;
- 149-я отдельная стрелковая бригада — с 30 августа по 6 января 1943 года;
- 115-я стрелковая бригада — 20 октября 1942 года управление бригады было выведено на левый берег Волги, а остатки личного состава переданы в 124-ю осбр[99];
- 282-й стрелковый полк внутренних войск НКВД — 29 августа по 8 октября 1942 года;
- 99-я отдельная танковая бригада под командованием майора Павла Семёновича Житнева — с 29 августа по 3 сентября[21];
- 32-й батальон морской пехоты Волжской военной флотилии под командованием старшего лейтенанта Алексея Васильевича Горшкова, комиссар М. И. Скидан (отряд морской пехоты Волжской военной флотилии) с 29 августа по 8 октября 1942 года;
- отдельный стрелковый ремонтно-восстановительный батальон;
- истребительный батальон Тракторозаводского района и другие подразделения ополченцев (всего около 1800 человек)[100] — с 29 августа по 9 сентября[24];
- 38-я отдельная мотострелковая бригада Бурмакова — с 29 августа по 2 сентября[21];
- стрелковая рота 1051-го стрелкового полка 300-й сд с 10 ноября[41];

## Герои Советского Союза
- Хачин, Георгий Андреевич — Герой Советского Союза (8 февраля 1943 года)[101], старший сержант, наводчик противотанкового орудия отдельного истребительного противотанкового дивизиона 149-й отдельной стрелковой бригады.

## Память
В Тракторозаводском районе города Волгограда на здании школы № 88 установлена мемориальная доска со словами: «Здесь героически сражались части 62-й армии — 124-й и 149-й бригад. Август 1942 года — февраль 1943 года».
Возле остановки «Новая Спартановка» (ул. Николая Отрады, д. 20Б) установлен памятный знак «Башня танка Т-34» на гранитном постаменте с надписью: «Здесь в сентябре-ноябре 1942 года проходил передний край обороны войск группы полковника С. Ф. Горохова».
На улице Колумба, дом 1, на территории школы № 87, установлена «Башня танка Т-34», на гранитном постаменте написано: «Здесь проходил передний край обороны 124 стрелковой бригады, отрезанной от основных сил 62-й армии».
До 1995 года в устье реки Мокрая Мечётка стояла «Башня танка Т-34», которая была перенесена и сейчас находится на улице Тракторостроителей, дом 1А/2 (возле мужского педагогического лицея). На постаменте высечены слова: «Здесь в августе 1942 — январе 1943 года героически сражались 124 и 149 стрелковые бригады и другие части 62-й армии».
В посёлке Спартановка на набережной имени Волжской флотилии (профилакторий алюминиевого завода) памятной доской, открытой 1 августа 1973 года, отмечено место, где размещался командный пункт 124-й отдельной стрелковой бригады и группы войск полковника Горохова. На доске выбит текст: «В откосе берега Волги, близ этого здания, размещался командный пункт 124-й стрелковой бригады и группы войск полковника Горохова С. Ф. Октябрь — декабрь 1942 г.»
Ещё одной мемориальной доской, открытой 2 февраля 1963 года (по адресу посёлок Спартановка, улица Грамши, 30), отмечено место, где сражались части 124-й и 149-й отдельных стрелковых бригад. На чугунной доске выбит текст: «Здесь героически сражались части 62-й армии — 124-й и 149-й бригад. Август 1942 г. — февраль 1943 г.»
2 февраля 1972 года на доме 16 по улице Гороховцев была открыта мраморная доска, на которой написано: «Эта улица названа в честь доблестных воинов группы войск 62-й армии под командованием полковника Горохова С. Ф. В дни Сталинградской битвы они мужественно сражались с фашистскими захватчиками и победили».
На административном корпусе Волгоградского алюминиевого завода (ул. Шкирятова, д. 21) 26 апреля 1985 года установлена гранитная памятная доска с текстом: «В августе-сентябре 1942 года здесь проходил северный рубеж обороны Сталинграда, который самоотверженно защищали, сражаясь с немецко-фашистскими захватчиками: 1077-й зенитный артиллерийский полк, 21-й и 28-й учебные танковые батальоны, 282-й стрелковый полк 10-й дивизии НКВД, части народного ополчения и истребительные батальоны, 738-й истребительно-противотанковый артиллерийский полк, сводный батальон и корабли Волжской военной флотилии, 115, 124, 149-я отдельные стрелковые бригады, 249-й конвойный полк НКВД, 724-й стрелковый полк 315-й стрелковой дивизии, сводный стрелковый полк 196-й стрелковой дивизии, 2-я мотострелковая бригада».
На месте соединения группы полковника Горохова С. Ф. с войсками Донского фронта (развилка шоссе Волжский — Камышин) в 1970 году установлена стела. Памятник выполнен по проекту архитектора Е. И. Левитана из серого гранита в форме развевающегося знамени, на котором выбит текст: «Здесь 24 ноября 1942 года после трёхмесячных ожесточённых боёв с немецко-фашистскими захватчиками войска группы полковника Горохова Сталинградского фронта соединились с войсками Донского фронта генерала Рокоссовского. Слава героям Сталинградской битвы».
В Волгоградской школе МОУ СОШ № 61 с 5 мая 1985 года открыт «Музей боевой славы имени Гороховцев», рассказывающий о боевом пути 124-й отдельной стрелковой бригады и её командира — С. Ф. Горохова.